# Intel iPSC/2
L'Intel iPSC/2 è un computer a parallelismo massivo prodotto da Intel nel 1987. Il sistema sostituì l'Intel iPSC e fu sostituito dall'Intel iPSC/860.
Il sistema era disponibile in molte configurazioni. Il sistema base era formato da un cabinet contenente 16 microprocessori Intel 80386 e con un coprocessore Intel 80387 per ogni modulo. Il sistema non era dotato di unità di memorizzazione né di unità di ingresso e uscita. Tutte queste funzioni erano svolte dal personal computer collegato al sistema che eseguiva il sistema operativo e provvedeva a caricare i programmi da eseguire nella macchina. Il personal computer era un Intel 301 con una speciale scheda di collegamento. Il sistema poteva venir espanso fino a 128 nodi formati ognuno da un processore e coprocessore.
Il modulo base poteva venir espanso con un modulo aggiuntivo per aggiungere ulteriori nodi.
Un'altra configurazione prevedeva che ogni processore fosse affiancato da un modulo di estensione per i calcoli vettoriali. Questa configurazione dimezzava il numero dei nodi disponibili su una scheda. Per ottenere il numero massimo di nodi era necessario collegare altri cabinet al sistema iPSC/2.
I sistemi iPSC/2 erano basati su una struttura a ipercubo per il calcolo parallelo. Per questa ragione il numero di nodi poteva venir espanso solo nell'ordine di 8, 16, 32, 64 o 128 nodi, dato che ogni nodo era un vertice dell'ipercubo.